# West Japan Railway Company
La West Japan Railway Company (西日本旅客鉄道株式会社 Nishi-Nihon Ryokaku Tetsudō Kabushiki-gaisha?) es una empresa ferroviaria de pasajeros japonesa y una de las siete empresas pertenecientes al Grupo Japan Railways. Opera en la zona oeste de Honshū. El nombre de la compañía se suele abreviar a JR West (JR西日本 Jeiāru Nishi-Nihon?). La sede de la compañía se encuentra en Kita-ku, Osaka.

## Historia
JR West se incorporó el 1 de abril de 1987, tras haber sido escindida de la empresa dirigida por el gobierno Japanese National Railways. La empresa empezó a privatizarse, pero siguió siendo una subsidiaria controlada por JNR Settlement Corporation (JNRSC), una empresa especial perteneciente al gobierno creada para mantener los bienes de las antigua JNR mientras estos se repartían entre las nuevas empresas del Grupo JR.
JNRSC vendió el 68,3% de JR West en una oferta pública de venta en la Bolsa de Tokio en octubre de 1996. Cuando JNRSC se disolvió en octubre de 1998, sus acciones de  JR West se transfirieron a la empresa gubernamental Japan Railway Construction Public Corporation (JRCC), que se fusionó con la Japan Railway Construction, Transport and Technology Agency (JRTT) como parte de un conjunto de reformas burocráticas en octubre de 2003. JRTT ofreció todas sus acciones de JR West al público en una IPO internacional en 2004, terminando con la posesión gubernamental de JR West. JR West se encuentra listada en la Bolsa de Tokio, Bolsa de Nagoya, Bolsa de Osaka y la Bolsa de Fukuoka.

## Líneas

### Sanyō Shinkansen

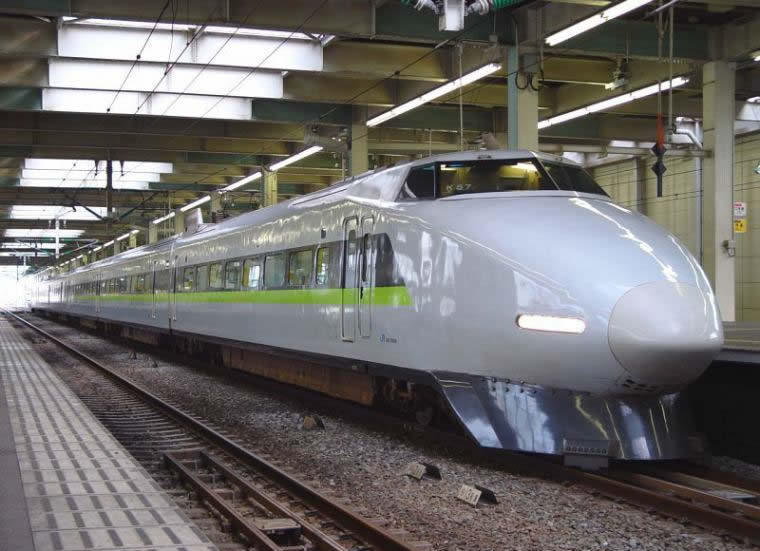
Tren de la Serie 100 del Shikansen

La línea más importante de JR West es el Sanyō Shinkansen, una línea de tren Shinkansen (alta velocidad) entre Osaka y Fukuoka. El Sanyō Shinkansen representa alrededor del  40% de los ingresos en pasajeros de JR West. La empresa también opera la Línea Hakata Minami, una línea de cercanías corta con trenes del Shinkansen en Fukuoka.

### Red Urbana
La "Red Urbana" es el nombre de JR West para referirse a sus líneas de cercanías en el área metropolitana de Osaka-Kobe-Kyoto. Estas líneas en conjunto comprenden 610 km de vía, tienen 245 estaciones y representan alrededor del 40% de los ingresos en pasajeros de JR West. Las estaciones de la Red Urbana están equipadas para usar la tarjeta ICOCA. El control de los trenes está muy automatizado, y durante las horas punta puede haber trenes cada dos minutos. 
La Red Urbana de JR West compite con un número de operadores de cercanías privados en Osaka, los "Grandes 4": Hankyū Corporation/Hanshin Electric Railway (Hankyu compró a Hanshin en 2005), Keihan Electric Railway, Kintetsu y Nankai Railway. 
En cursiva son nombres populares oficiales.
- Línea Akō
- Línea Biwako
- Línea Gakkentoshi
  - Oficialmente, Línea Katamachi
- Línea Hanwa
- Línea Aeropuerto de Kansai
- Línea Kobe (JR)
- Línea Kosei
- Línea Kioto (JR)
- Línea Nara
- Línea Circular de Osaka
- Línea Osaka Higashi
- Línea Sagano
- Línea Sakurai
- Línea Takarazuka (JR)
- Línea Tōzai (JR)
- Línea Yamatoji
- Línea Wakayama
- Línea Yumesaki (JR)
  - Oficialmente, Línea Sakurajima

### Líneas interurbanas y regionales

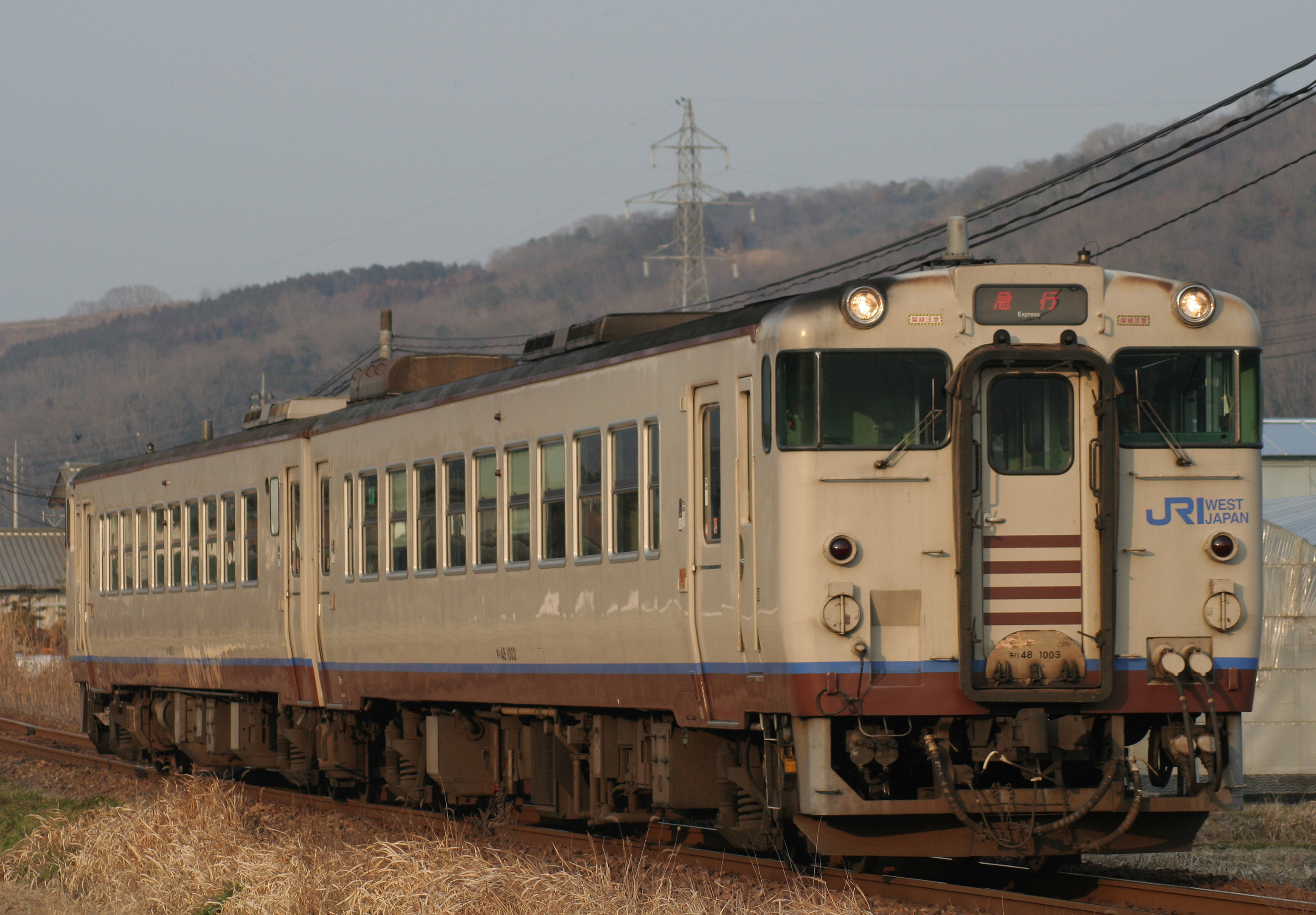
Tren diésel en la Línea Tsuyama

Estas otras líneas representan más de la mitad de la longitud de las vías de JR West. Estas líneas gestionan viajes entre ciudades pequeñas y áreas rurales al oeste de Japón. Representan un 20% de los ingresos en líneas de pasajeros de la compañía.
Líneas interurbanas
- Línea Fukuchiyama
  - Incluye la Línea Takarazuka.
- Línea Hakubi
- Línea Principal Hokuriku
  - Incluye la Línea Biwako.
- Línea Honshi-Bisan, Chayamachi — Kojima
  - Apodada la Línea Seto-Ōhashi
- Línea Principal Kansai, Kameyama — JR Namba
  - Incluye la Línea Yamatoji.
- Línea Principal Kisei, Shingū — Wakayamashi
  - Incluye la Línea Kinokuni.
- Línea Principal San'in
  - Incluye la Línea Sagano.
- Línea Principal Sanyō, Kobe — Shimonoseki, Hyōgo — Wadamisaki.
  - Incluye la Línea Kobe.
- Línea Principal Takayama, Inotani — Toyama
- Línea Principal Tōkaidō, Maibara — Kobe
  - Incluye laLínea Biwako, la Línea Kioto y la Línea Kobe.

Líneas regionales
- Línea Bantan
- Línea Etsumi-Hoku
  - Apodada la Línea Kuzuryū
- Línea Fukuen
- Línea Gantoku
- Línea Geibi
- Línea Himi
- Línea Inbi
- Línea Jōhana
- Línea Kabe
- Línea Kakogawa
- Línea Kibi
- Línea Kishin
- Línea Kisuki
- Línea Kure
  - Incluye la Línea Setouchi Sazanami
- Línea Kusatsu
- Línea Maizuru
- Línea Mine
- Línea Nanao
- Línea Obama
- Línea Ōito, Minami-Otari — Itoigawa
- Línea Onoda
- Línea Sakai
- Línea Sankō
- Línea Tsuyama
- Línea Ube
- Línea Uno
- Línea Yamaguchi

## Otros negocios
Subsidiarias de JR West incluyen:

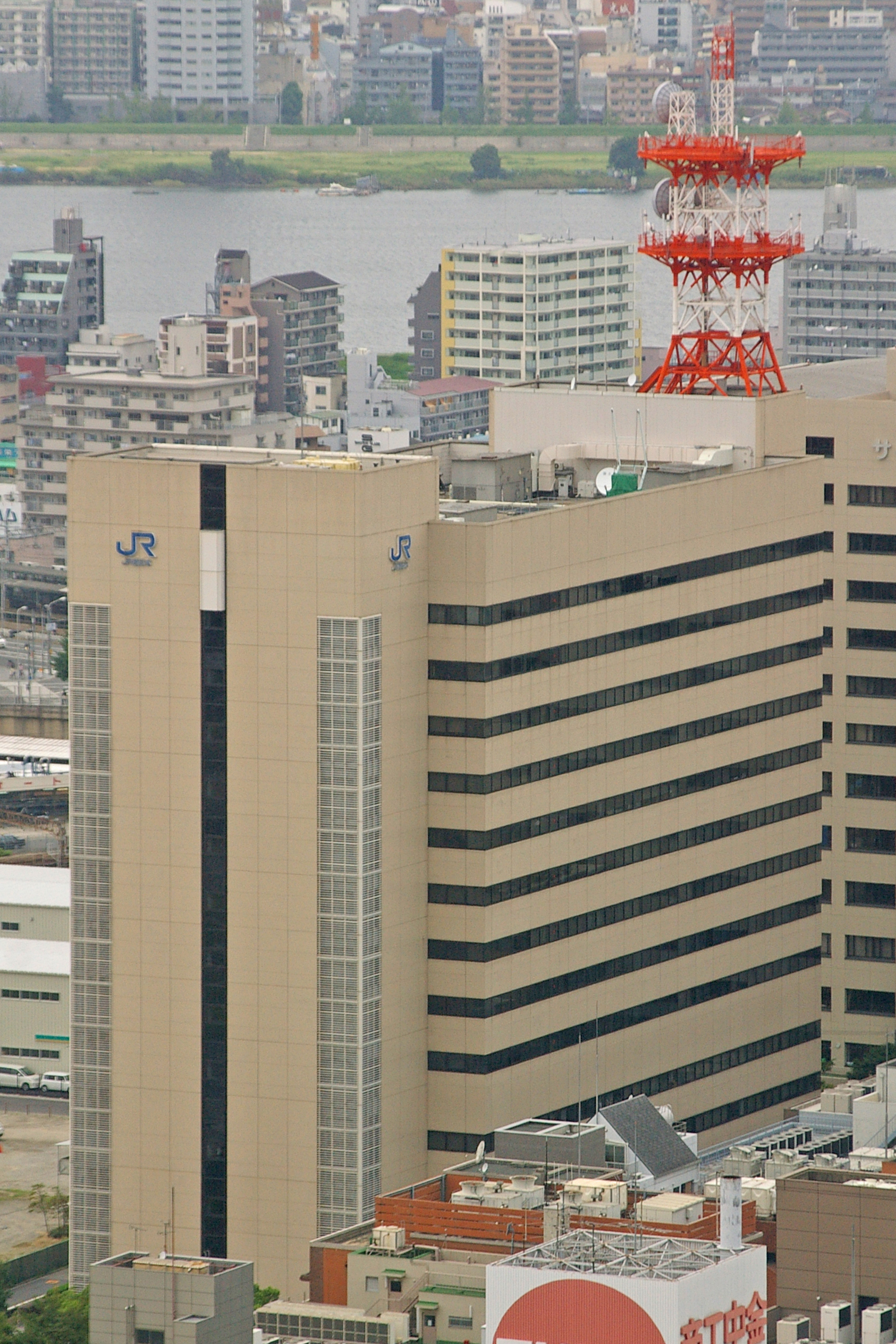
Sede de JR West en Kita-ku, Osaka

- West Japan Railway Hotel Development Company - Posee el Hotel Granvia Kyoto, Hotel Granvia Osaka, Hotel Granvia Wakayama, Hotel Granvia Okayama, Hotel Granvia Hiroshima, Hotel Nara, Hotel Terminal Sannomiya y Hotel Hopinn Aming
- West Japan Railway Isetan - Una empresa conjunta con Isetan Mitsukoshi Holdings Ltd; opera el centro comercial Isetan en la Estación de Kioto
- West JR Bus Company - Operador de autobuses interurbanos
- Chūgoku JR Bus Company - Operador de autobuses interurbanos
- Japan Railway West Trading Co.
- Nippon Travel Agency Co., Ltd
- Sagano Scenic Railway
- JR West Miyajima Ferry Company - Operador del servicio del Ferry Miyajima hacia la isla Miyajima